# Leichtathletik-Länderkämpfe mit deutscher Beteiligung 1923
| Einziger Leichtathletik-Länderkampf mit deutscher Beteiligung 1923 | Einziger Leichtathletik-Länderkampf mit deutscher Beteiligung 1923 | Einziger Leichtathletik-Länderkampf mit deutscher Beteiligung 1923 | Einziger Leichtathletik-Länderkampf mit deutscher Beteiligung 1923 |
| ------------------------------------------------------------------ | ------------------------------------------------------------------ | ------------------------------------------------------------------ | ------------------------------------------------------------------ |
|                                                                    |                                                                    |                                                                    |                                                                    |
| Länderkampf SUI – GER                                              |                                                                    |                                                                    |                                                                    |
| Basel 2. September 1923                                            | Basel 2. September 1923                                            | 1. GER 2. SUI                                                      | 67,5 P 70,5 P                                                      |
| Chronik                                                            |                                                                    |                                                                    |                                                                    |
| ← Länderkämpfe 1922                                                | ← Länderkämpfe 1922                                                | Länderkämpfe 1924 →                                                | Länderkämpfe 1924 →                                                |

1923 gab es wiederum einen Leichtathletik-Länderkampf mit deutscher Beteiligung. Zum dritten Mal trafen sich 1923 die Schweiz und Deutschland zu einem Leichtathletik-Länderkampf. Zum dritten Mal fand diese Veranstaltung am ersten September-Sonntag des Jahres in der Schweizer Stadt Basel statt. Es war auch der dritte Leichtathletik-Länderkampf einer deutschen Mannschaft. Beteiligt waren in diesen Anfangsjahren nur Männer, die Frauen trugen 1928 ihren ersten Länderkampf aus, dem Jahr, in dem Frauen in der Leichtathletik auch zum ersten Mal an Olympischen Spielen teilnehmen durften. Die beiden Länder bestritten diesen Länderkampf bis einschließlich 1938 mit Ausnahme des Olympiajahres 1936 in jedem der folgenden Jahre.
Das Resultat fiel diesmal erheblich knapper aus als bei den ersten beiden Austragungen. Deutschland kam zu seinem dritten Sieg mit diesmal 67,5 (Straf-)Punkten gegenüber 70,5 (Straf-)Punkten des Schweizer Teams, einem Vorsprung also von nur drei Punkten. Bis einschließlich des kommenden Jahres gab es jährlich diesen einen Länderkampf gegen die Schweiz, doch in den nachfolgenden Jahren steigerte sich die Zahl der Länderkämpfe langsam, aber stetig.

## Modus
Die Regeln blieben auch bei diesem dritten Aufeinandertreffen der beiden Länder unverändert. Zwei Athleten traten je Wettbewerb und Nation gegeneinander an – ein Modus, der sich bei Länderkämpfen in späteren Jahren fest etablierte. Gewertet wurde immer noch anders als das später üblich wurde: In den Einzeldisziplinen war die Platzierung identisch mit den vergebenen Punkten. In den beiden Staffeln brachte Platz eins einen Punkt und das Team auf Rang zwei erhielt drei Punkte. Es handelte sich also um ein System von Strafpunkten, aus der die Mannschaft mit der niedrigeren Punktzahl als Sieger hervorging.